# Chengcun, Guangxi
Chengcun (kinesiska: 程村乡, 程村) är en socken i Kina. Den ligger i den autonoma regionen Guangxi, i den södra delen av landet, omkring 350 kilometer norr om regionhuvudstaden Nanning. Antalet invånare är 6389. Befolkningen består av 2 959 kvinnor och 3 430 män. Barn under 15 år utgör 16,0 %, vuxna 15-64 år 72 %, och äldre över 65 år 11,0 %.
Genomsnittlig årsnederbörd är 2 280 millimeter. Den regnigaste månaden är juni, med i genomsnitt 428 mm nederbörd, och den torraste är oktober, med 74 mm nederbörd.